# Simon Ternisien
Pour les articles homonymes, voir Ternisien.

a Compétitions nationales et continentales officielles uniquement.

Dernière mise à jour le 24 août 2019.
Simon Ternisien, né le 1er avril 1987 à Saint-Palais, est un joueur français de rugby à XV qui évolue principalement au poste de centre.

## Biographie
Simon Ternisien est issu d'une fratrie de quatre joueurs de rugby, dont Charlie, Martin et Benoît. Natif de Saint-Palais, il joue avec ses frères Charlie et Benoît au football dans le club de sa ville natale ; les quatre frères commencent ensuite à pratiquer le rugby à XV à l'US Mouguerre après leur déménagement dans la commune de Mouguerre, jusqu'à l'adolescence,.
Il rejoint l'Aviron bayonnais en 2006 en catégorie espoir. En manque de temps de jeu, il intègre alors ceux du Stade montois, où il signe en 2010 son premier contrat professionnel.
Après trois saisons au sein du club montois, il rejoint l'US Dax en 2011. Alors qu'il prolonge son contrat de deux années à l'intersaison 2012, il est rejoint une saison plus tard par son frère Charlie Ternisien en provenance de l'Union Bordeaux Bègles. Simon Ternisien signe, en même temps que son frère, une nouvelle prolongation de contrat pour deux saisons plus une optionnelle en 2014. Évoluant naturellement au poste de centre, il joue occasionnellement au poste d'ailier, suivant les blessures à ces postes.
Son contrat se termine à la fin de la saison 2017-2018, et après la relégation du club dacquois en Fédérale 1 au terme de cette même saison, il rejoint en même temps que son frère Charlie la División de Honor, première division du championnat d'Espagne ; ils évoluent avec le club basque de Hernani CRE (es) pendant une année.

## Carrière

### En équipe nationale
- Équipe de France universitaire : tournée au Japon et en Amérique du Sud.[réf. nécessaire]
- Équipe de France -19 ans : participation au Tournoi des Six Nations 2006.[réf. nécessaire]
- Équipe de France -18 ans : 4 sélections en 2005 (pays de Galles, Écosse, Angleterre, Irlande), 1 essai.[réf. nécessaire]